# ريوهي ماتسودا
ريوهي ماتسودا (باليابانية: 松田龍平) هو ممثل ياباني، ولد في 9 مايو 1983 في اليابان.

## الأعمال

### أفلام
- قبل أن نختفي (2017)

### مسلسلات
- أشورا (2025)

## وصلات خارجية
- ريوهي ماتسودا على موقع IMDb (الإنجليزية)
- ريوهي ماتسودا على موقع ألو سيني (الفرنسية)
- ريوهي ماتسودا على موقع ميوزك برينز (الإنجليزية)
- ريوهي ماتسودا على موقع أول موفي (الإنجليزية)
- ريوهي ماتسودا على موقع قاعدة بيانات الأفلام السويدية (السويدية)
- ريوهي ماتسودا على موقع قاعدة بيانات الفيلم (الإنجليزية)
- ريوهي ماتسودا على موقع كينوبويسك (الروسية)